# Ruth Adam
Ruth Augusta Adam (Arnold, 14 de diciembre de 1907-Marylebone, 3 de febrero de 1977), fue una periodista inglesa y escritora de novelas, cómics y literatura feminista de no ficción.

## Juventud
Nació el 14 de diciembre de 1907 en Arnold, Nottinghamshire, hija de Rupert William King, un vicario de la Iglesia de Inglaterra. Asistió al internado de niñas de St Elphin en Darley Dale, Derbyshire, de 1920 a 1925.

## Carrera
En 1925 empezó a trabajar como maestra en escuelas primarias de zonas mineras empobrecidas de Nottinghamshire.
Su primera novela, War On Saturday Week, trató sobre el extremismo político en Gran Bretaña durante los años previos a la Segunda Guerra Mundial. Su segunda novela, I'm Not Complaining (1938), describe la vida de las mujeres en la depresión desde el punto de vista de una maestra soltera. Trabajó para el Ministerio de Información durante la Segunda Guerra Mundial y escribió guiones de radio, incluidos algunos para Woman's Hour, que comenzó en la radio de la BBC en 1946. De 1944 a 1976, escribió la página de mujeres para el Periódico de la Iglesia de Inglaterra, que expresaba su posición como feminista socialista cristiana. Uno de esos artículos, "Comics and Shockers" en 1948, la puso en la misma página que Marcus Morris, cuyos ideales religiosos y preocupaciones sobre la influencia de los cómics estadounidenses lo llevaron a lanzar Eagle en 1950, y Girl al año siguiente. Adam escribió tiras para Girl, en las que intentó contrarrestar la pasividad de las heroínas de muchas chicas presentando personajes femeninos jóvenes que eran ingeniosos, valientes e inteligentes. Su tira más conocida fue "Susan of St. Bride's" (1954-1961), sobre una enfermera estudiante, que también apareció en novelas derivadas escritas por Adam.